# Nokia 206
Nokia 206 — мобильный телефон компании Nokia с классическим пластиковым корпусом. Дата анонсирования — 26 ноября 2012 года.
На SD Card можно вознести 20 мобильных телефонов Nokia 103, 105, 6557i, 6558i, 1616, 1800, 101, 6021 RU и другие...
Более 1000 фотографий,
15 видео,
Более 50 записей,
Более 100 песен.

На Nokia 206 100 сигналов вызова:

Ringtones:
1) Ahh Glitch.aac
2) Airy.mid
3) Alabaster.aac
4) Bass Going Down.mid
5) Beach.mid
6) Bird Box.aac
7) Bold.mid
8) Bouncey Bounce.aac
9) Bright-eyed.aac
10) Brikabrak.aac
11) Brimful.aac
12) Broken Tone.aac
13) Brook.mid
14) Cello.aac
15) Chipper.aac
16) Circles.aac
17) Coconut.mid
18) Desk Phone.mid
19) Destiny.mid
20) Dewdrop.aac
21) Digital Thump.aac
22) Discoid.mid
23) Earl's Torch.aac
24) Elves.mid
25) Escape.mid
26) Eternal.aac
27) Good Times.aac
28) Horizon.aac
29) Hushed.mid
30) Just Ice.aac
31) Liszt.mid
32) Lucky Five.aac
33) Macro.aac
34) Mars.mid
35) Miniature of Pond.aac
36) Miniature of Troy.aac
37) Moanday.aac
38) Mountain Peaks.aac
39) Mystique.aac
40) Nocturnal.mid
41) Nokia Tune Remix.aac
42) Nokia tune.aac
43) Nostalgia.aac
44) Oceanic.mid
45) Own Desire.mid
46) Pinball.aac
47) Pool.aac
48) Roll on.mid
49) Satie.mid
50) Skate.aac
51) Slow Coffee.aac
52) Spring field.mid
53) Strike.mid
54) Sweets.aac
55) Swimming.mid
56) Tin can.mid
57) Titanics.aac
58) Trike.aac
59) Trill.aac
60) Tweet twoo.aac
61) Unia.aac
62) Urgent.mid
63) Warped.aac
64) Westward.aac
65) Whistling.aac

Alert tones:
Calendar alarm 1-3, 6 (AAC)
Calendar alarm 4, 5 (MID)
Camera shutter.aac
Camera timer.mid
Casque.mid
Curcus.mid
Clock alert 1-3 (AAC)
Clock alert 4-6 (MID)
Email 1-4 (AAC)
Feather.mid
Message 1-8 (AAC)
Message Ascending.mid
Message Beep once.mid
Message Special.mid
Penguin.mid
Skitter.mid
Start-up tone.aac

## Общие данные
- Дата выпуска — 2013 г. (4-й квартал)

- Стандарт — GSM 900/1800

- Операционная система — Series 40

- Длина — 116 мм

- Ширина — 49.4 мм

- Толщина — 12.4 мм

- Вес — 91 г

### Аккумулятор
- Тип батареи — Li-Ion, BL-4U
- Ёмкость — 1110 mAh
- Время ожидания (максимум) — 47 дн.
- Время разговора — 20 ч
- В режиме воспроизведения музыки — 41 ч

### Корпус
- Конструкция корпуса — классический
- Материал корпуса — пластик

### Дисплей
- Технология экрана — (TFT)
- Тип экрана — цветной, 65 тыс. цветов
- Размер экрана — 240x320 пикс.
- Диагональ экрана — 2.4"

### Мультимедийные возможности
- Фотокамера — 1.3 Мп, 1280x960
- Аудио — MP3, AAC, WAV, WMA, FM-радио
- Диктофон
- Игры

### Память
- Объём оперативной памяти — 32 МБ
- Объём встроенной памяти — 64 МБ
- Максимальная ёмкость карты памяти — 32 ГБ

### Связь
- Стандарт — GSM 900/1800
- Доступ в интернет — WAP, GPRS, EDGE
- Интерфейсы — Bluetooth 2.1
- Поддержка протоколов — POP/SMTP, IMAP4
- Поддерживаемый тип сети — 2G